# Cose dell'altro mondo (album)
Cose dell'altro mondo è il quinto album in studio del rapper italiano Mondo Marcio, pubblicato il 2 ottobre 2012 dalla Mondo Records, etichetta discografica fondata dal rapper.
Il disco ha debuttato alla seconda posizione della classifica italiana degli album.

## Descrizione
Come affermato dallo stesso Mondo Marcio, Cose dell'altro mondo rappresenta l'album della piena maturità, in cui sono presenti canzoni "che non avrei mai scritto in passato, alcune sembrano davvero scritte da un altro Mondo Marcio".
Anticipato dai singoli Fight Rap e Senza cuore, l'album contiene 17 tracce inedite e una bonus track, ovvero il singolo Finte verità, realizzato con Steve Forest e pubblicato nel mese di luglio 2012.
Altri singoli pubblicati sono stati Troppo lontano, entrato in rotazione radiofonica dal 18 gennaio 2013, e Sempre in serata, inizialmente entrato in rotazione radiofonica il 17 maggio e reso successivamente disponibile per il download digitale quattro giorni più tardi. Il 9 luglio 2013 è stato invece pubblicato l'EP digitale di quest'ultimo singolo.

### Edizione speciale
Per celebrare i dieci anni di carriera del rapper, il 25 giugno 2013 è stato pubblicato Cose dell'altro Mondo Marcio: Special Edition, un'edizione speciale costituito da due dischi: il primo contiene Cose dell'altro mondo mentre il secondo contiene il primo album in studio Mondo Marcio.

## Tracce
Testi e musiche di Gian Marco Marcello, eccetto dove indicato.
1. Senza cuore (la ballata di Johnny) – 3:40
2. Primo interludio – 0:48
3. Chi temo di più (feat Danti) – 4:40 (testo: Gian Marco Marcello, Daniele Lazzarin)
4. Kilo (feat J-Ax e Rido) – 3:18 (testo: Gian Marco Marcello, Alessandro Aleotti, Maurizio Ridolfo)
5. Cose dell'altro mondo (scratch di Bassi Maestro) – 3:24
6. Come me (feat Danti) – 5:09 (testo: Gian Marco Marcello, Daniele Lazzarin)
7. Conosci il tuo nemico (feat Caparezza) – 3:56 (testo: Gian Marco Marcello, Michele Salvemini)
8. Troppo lontano – 4:11
9. Quando tutto cade (feat Killacat) – 4:39 (testo: Gian Marco Marcello, Marco Morelli)
10. Secondo interludio – 0:36
11. Fight Rap – 3:32
12. Bang! (feat Vacca) – 3:30 (testo: Gian Marco Marcello, Alessandro Vacca)
13. Tra le stelle (feat Emis Killa) – 2:42 (testo: Gian Marco Marcello, Emiliano Rudolf Giambelli)
14. I miei motivi (feat Bassi Maestro) – 3:59 (testo: Gian Marco Marcello, Davide Bassi)
15. Se solo fossi qui – 3:57
16. Spalle al muro (feat Strano) – 4:53 (testo: Gian Marco Marcello, Francesco Stranges)

Traccia bonus
1. Finte verità (con Steve Forest) (Remix feat Beng e A&R) – 3:48 (testo: Gian Marco Marcello, Stefano Bosco)

### Cose dell'altro Mondo Marcio
CD 1 – Cose dell'altro mondo
1. Senza cuore (la ballata di Johnny) – 3:40
2. Primo interludio – 0:48
3. Chi temo di più (feat Danti) – 4:40 (testo: Gian Marco Marcello, Daniele Lazzarin)
4. Kilo (feat J-Ax e Rido) – 3:18 (testo: Gian Marco Marcello, Alessandro Aleotti, Maurizio Ridolfo)
5. Cose dell'altro mondo (scratch di Bassi Maestro) – 3:24
6. Come me (feat Danti) – 5:09 (testo: Gian Marco Marcello, Daniele Lazzarin)
7. Conosci il tuo nemico (feat Caparezza) – 3:56 (testo: Gian Marco Marcello, Michele Salvemini)
8. Troppo lontano – 4:11
9. Quando tutto cade (feat Killacat) – 4:39 (testo: Gian Marco Marcello, Marco Morelli)
10. Secondo interludio – 0:36
11. Fight Rap – 3:32
12. Bang! (feat Vacca) – 3:30 (testo: Gian Marco Marcello, Alessandro Vacca)
13. Tra le stelle (feat Emis Killa) – 2:42 (testo: Gian Marco Marcello, Emiliano Rudolf Giambelli)
14. I miei motivi (feat Bassi Maestro) – 3:59 (testo: Gian Marco Marcello, Davide Bassi)
15. Se solo fossi qui – 3:57
16. Spalle al muro (feat Strano) – 4:53 (testo: Gian Marco Marcello, Francesco Stranges)
17. Demone nell'iPod – 3:30
18. Sempre in serata – 3:30
19. Dal tramonto all'alba – 3:09 (musica: Pablo Miguel Lombroni Capalbo)
20. Effetto shock – 3:47

CD 2 – Mondo Marcio
1. M.A.R.C.I.O. – 5:23
2. L'altro mondo – 4:05
3. Brucia Marcio brucia (ft. Bassi Maestro) – 4:34 (testo: Gian Marco Marcello, Davide Bassi – musica: Davide Bassi)
4. Qualcosa è rimasto – 3:46
5. Non so volare – 3:57
6. Questi fantasmi – 4:21
7. Tieni duro! – 3:56 (musica: Davide Bassi)
8. Dentro a un sogno – 4:04
9. Regina di cuori – 3:05
10. Il paradiso perduto – 5:12
11. Il primo – 4:43
12. L'arte della guerra – 3:41
13. Non sento niente – 5:06
14. Giorni matti pt. 2 (ft. Ape & Zampa) – 4:45 (testo: Gian Marco Marcello, Matteo Vergani, Alessandro Zampini – musica: Davide Bassi)
15. 01-08-1997 – 2:43
16. Guarda in alto – 4:08

## Formazione
Musicisti
- Mondo Marcio – voce, produzione
- Danti – voce aggiuntiva (tracce 3 e 6)
- J-Ax – voce aggiuntiva (traccia 4)
- Rido MC – voce aggiuntiva (traccia 4)
- Bassi Maestro – scratch (traccia 5), voce aggiuntiva (traccia 14)
- Caparezza – voce aggiuntiva (traccia 7)
- Killacat – voce aggiuntiva (traccia 9)
- Vacca – voce aggiuntiva (traccia 12)
- Emis Killa – voce aggiuntiva (traccia 13)
- Strano – voce aggiuntiva (traccia 16)
- Steve Forest – voce aggiuntiva (traccia 17)

## Classifiche
| Classifica (2012) | Posizione massima |
| ----------------- | ----------------- |
| Italia            | 2                 |